# Rainer Slodczyk
Rainer Slodczyk (* 22. August 1950) ist ein ehemaliger deutscher Fußballspieler. Am 18. Oktober 1970 absolvierte der Abwehrspieler ein Spiel in der deutschen Nationalmannschaft der Amateure.

## Laufbahn
Von Viktoria Woltwiesche (2008: Lengede), unweit von Peine gelegen, führte im Sommer 1969 den jungen Defensivakteur Rainer Slodczyk sein sportlicher Weg in die Amateurmannschaft von Eintracht Braunschweig. Slodczyk feierte auf Anhieb 1969/70 in der Landesliga Niedersachsen unter Trainer Hans-Georg Vogel mit seiner neuen Mannschaft die Meisterschaft. Im Wettbewerb um die deutsche Amateurmeisterschaft drang er mit den Eintracht-Amateuren bis in das Finale vor. Das Endspiel fand am 11. Juli 1970 in Siegen gegen den Titelverteidiger SC Jülich 1910 statt. An der Seite des späteren Bundesligaspielers Eberhard Haun verlor Slodczyk das Finale mit 0:3. Mit der Verbandsauswahl von Niedersachsen schied er im Länderpokal der Amateure erst im Halbfinalrückspiel am 19. August 1970 in Augsburg gegen die Vertretung von Bayern aus. In der Hinrunde 1970/71, am 18. Oktober 1970, debütierte das Defensivtalent unter DFB-Trainer Jupp Derwall in Ankara beim Länderspiel gegen die Türkei in der Amateurnationalmannschaft. Er wurde beim deutschen 2:0-Sieg für Verteidiger Nikolaus Semlitsch eingewechselt und bildete zusammen mit Reiner Hollmann, Friedhelm Haebermann und Egon Schmitt die Defensive der DFB-Elf.
Unter Trainer Otto Knefler wurde er in der Saison 1972/73 im DFB-Pokal in den zwei Viertelfinalspielen gegen den 1. FC Köln im Lizenzspielerteam von Braunschweig eingesetzt. In beiden Spielen setzte sich Köln im April 1973 gegen die Eintracht durch; er wurde jeweils für den Dänen Allan Michaelsen eingewechselt.
Nach seinem Wechsel in die Landeshauptstadt zu Arminia Hannover absolvierte er in der Saison 1976/77 neun Ligaspiele unter Trainer Gerd Bohnsack in der 2. Bundesliga. Nach langer Verletzungszeit wurde er im Sommer 1978 zum Sportinvaliden erklärt.